# Cantó de Salbris
El cantó de Salbris és un cantó francès del departament de Loir i Cher, situat al districte de Romorantin-Lanthenay. Té 9 municipis i el cap és Salbris.

## Municipis
- La Ferté-Imbault
- Marcilly-en-Gault
- Orçay
- Pierrefitte-sur-Sauldre
- Saint-Viâtre
- Salbris
- Selles-Saint-Denis
- Souesmes
- Theillay

## Història
| Data d'elecció                           | Identitat      | Partit           | Qualitat |
| ---------------------------------------- | -------------- | ---------------- | -------- |
| 1945-1953                                | Raymond Bordes | radical          |          |
| 1953-1967                                | Louis Boichot  | radical          |          |
| 1967-1998                                | Roger Corrèze  | UDR, després RPR |          |
| 1998-2012                                | Michel Leroux  | UDF, després NC  |          |
| 2012-                                    | Agnès Thibault | Modem            |          |
| les dades anteriors no són pas conegudes |                |                  |          |
|                                          |                |                  |          |

## Demografia
| A partir de 1990: Població sense dobles comptes |